# Lelov (Stod)
Lelov je vesnice, část města Stod v okrese Plzeň-jih v Plzeňském kraji. Nachází se asi dva kilometry jižně od Stoda. Prochází zde silnice II/182. Je zde evidováno 52 adres. V roce 2011 zde trvale žilo 111 obyvatel.
Lelov je také název katastrálního území o rozloze 4,35 km².

## Historie
První písemná zmínka o vesnici pochází z roku 1243.

## Obyvatelstvo
| Rok            | 1869 | 1880 | 1890 | 1900 | 1910 | 1921 | 1930 | 1950 | 1961 | 1970 | 1980 | 1991 | 2001 | 2011 | 2021 |
| -------------- | ---- | ---- | ---- | ---- | ---- | ---- | ---- | ---- | ---- | ---- | ---- | ---- | ---- | ---- | ---- |
| Počet obyvatel | 136  | 161  | 176  | 212  | 205  | 227  | 262  | 188  | 174  | 159  | 120  | 92   | 87   | 111  | 97   |
| Počet domů     | 30   | 31   | 31   | 32   | 34   | 35   | 43   | 49   | 49   | 47   | 37   | 38   | 41   | 45   | 47   |

## Obecní správa
Při sčítání lidu v letech 1850–1959 Lelov byl samostatnou obcí, se kterým patřil nejprve do okresu Stříbro, ale v roce 1950 v okrese Stod. Od roku 1960 je částí města Stod v okrese Plzeň-jih.

## Pamětihodnosti
- Usedlost čp. 11

## Galerie

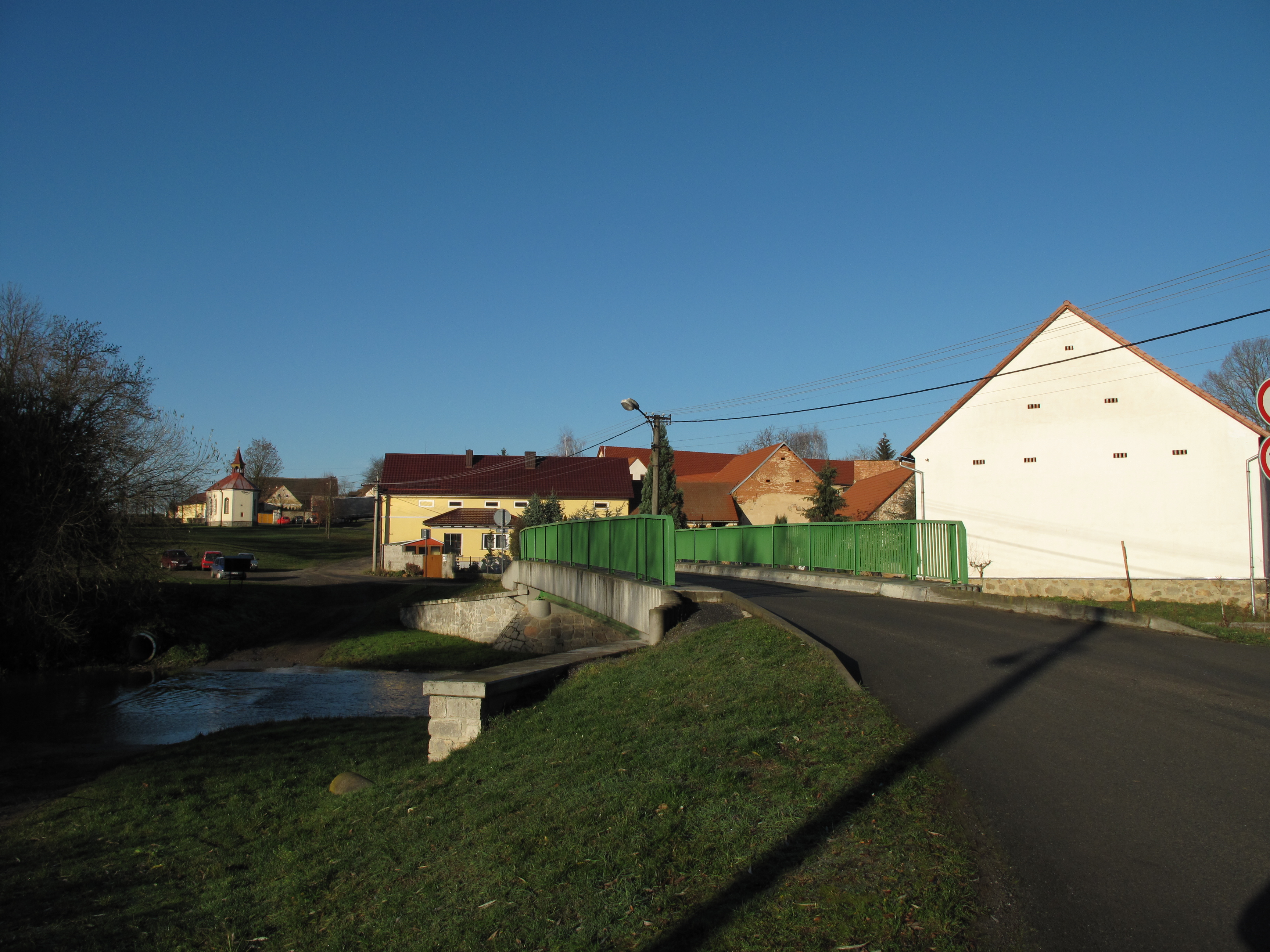
Náves
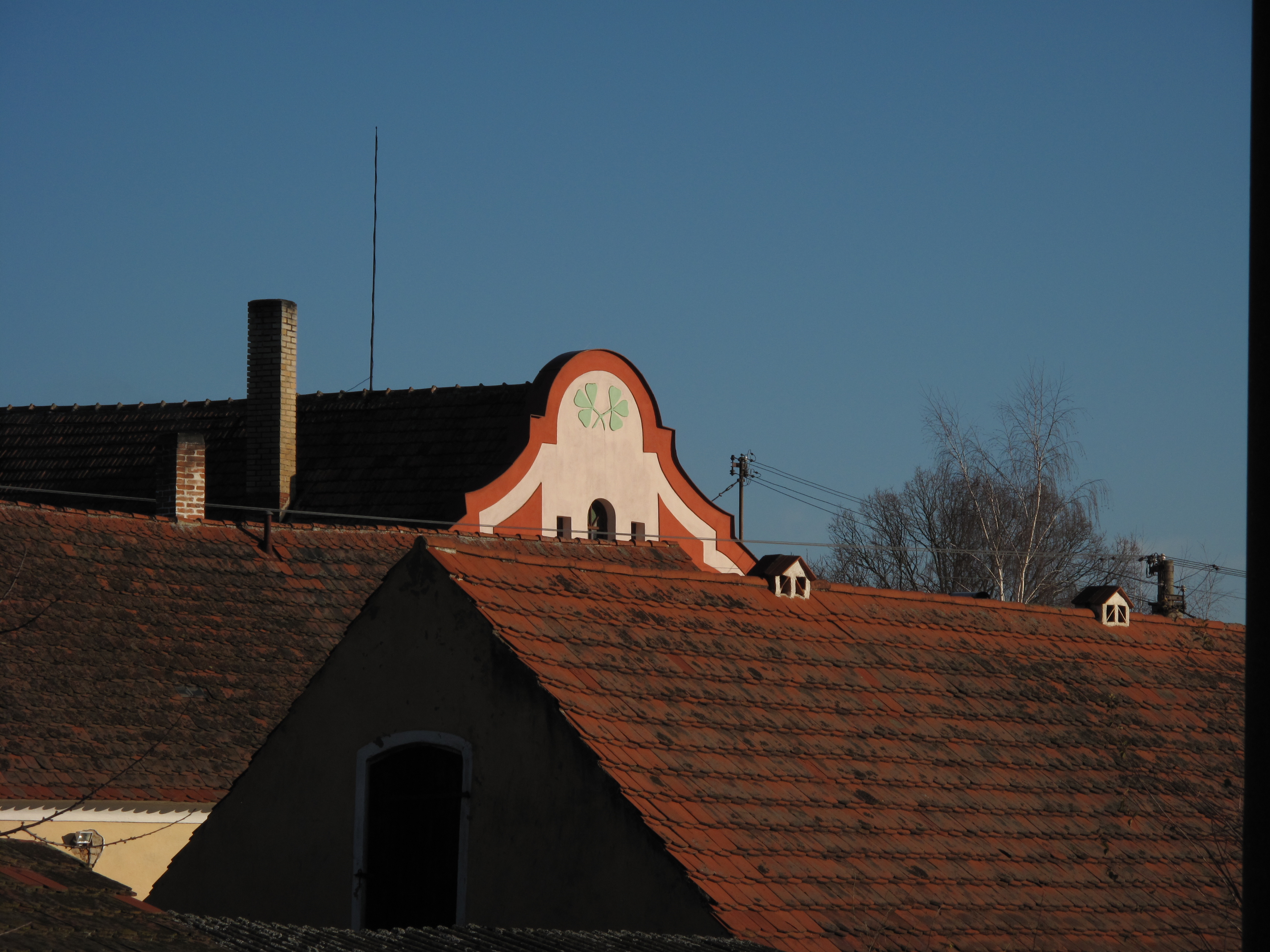
Střechy
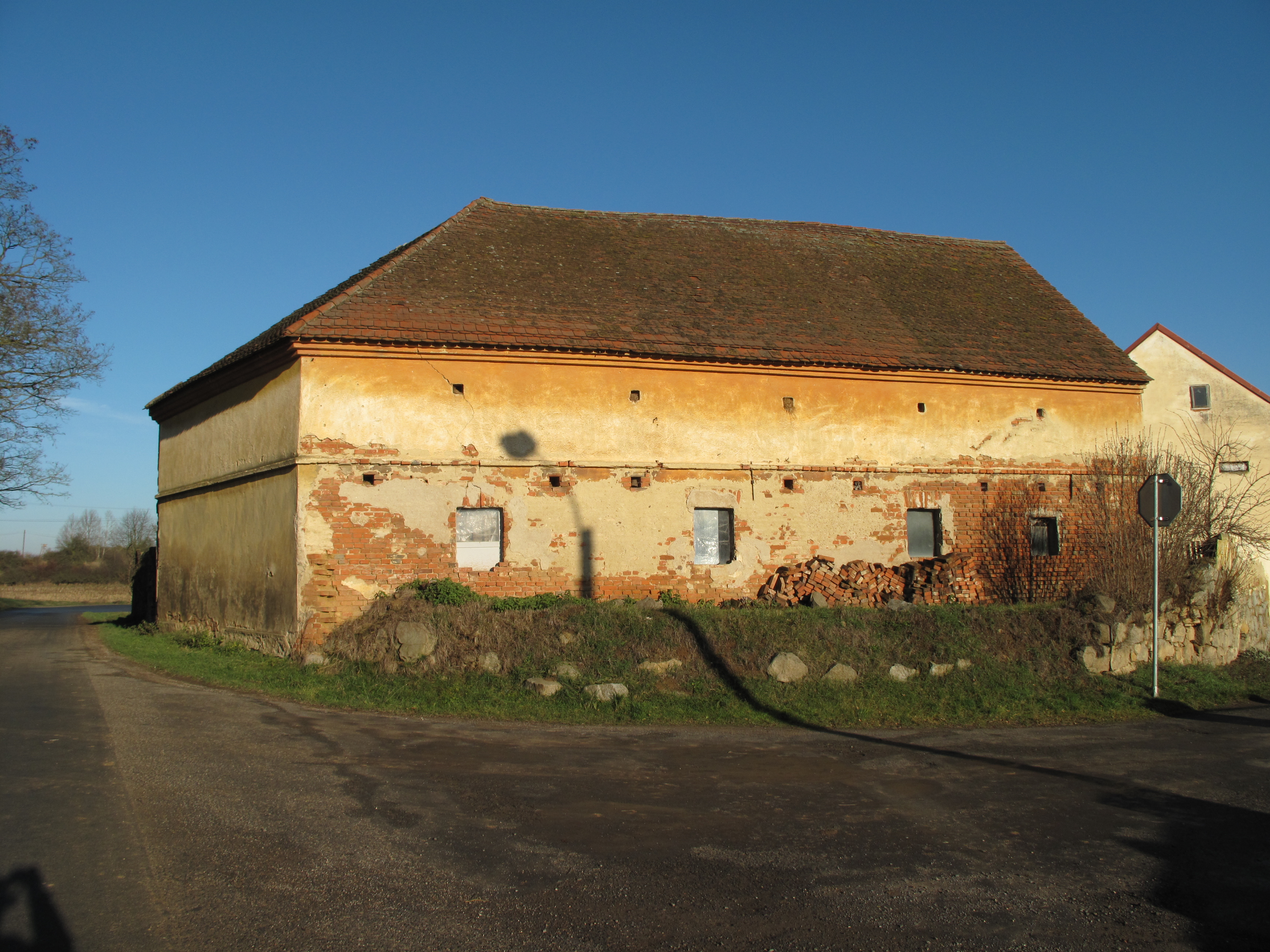
Statek
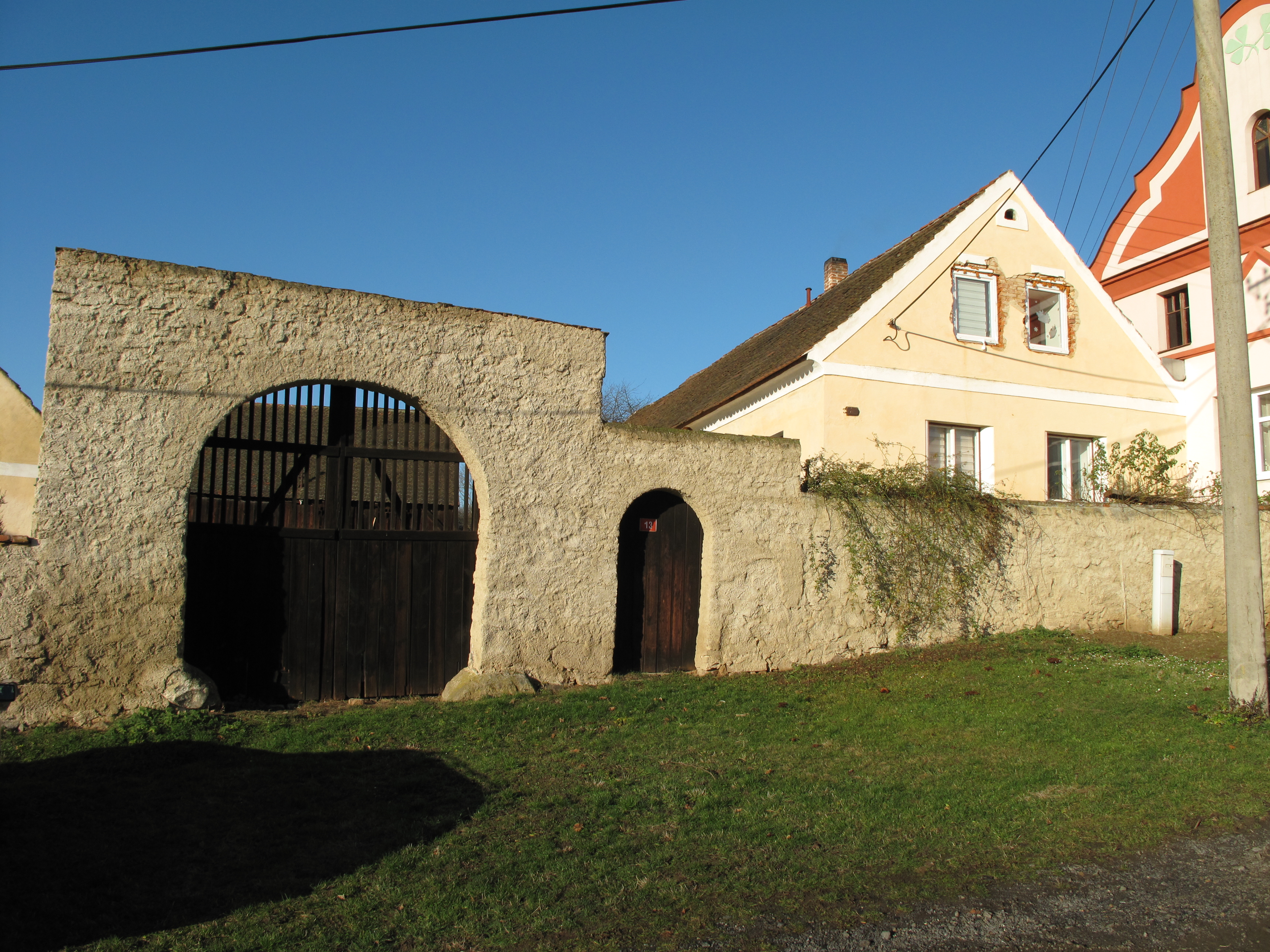
Vrata